# تصفيات كأس العالم للسيدات 2011
 التصفيات  المؤهلة إلى بطولة كأس العالم للسيدات 2011، تحدد 15 فريقا من بينهم ألمانيا، التي تستضيف البطولة للمشاركة في كأس العالم 2011.
- الاتحاد الأوروبي لكرة القدم : 5 مقعد (تأهل ألمانيا سيجعل عدد المنتخبات 6)
- الاتحاد الأفريقي لكرة القدم : 2 مقعد
- اتحاد أمريكا الجنوبية لكرة القدم 2 مقعد
- الاتحاد الآسيوي لكرة القدم : 3 مقاعد
- اتحاد أمريكا الشمالية لكرة القدم : 3 أو 2 مقعد
- اتحاد أوقيانوسيا لكرة القدم : 1 مقعد

## الفرق المتأهلة

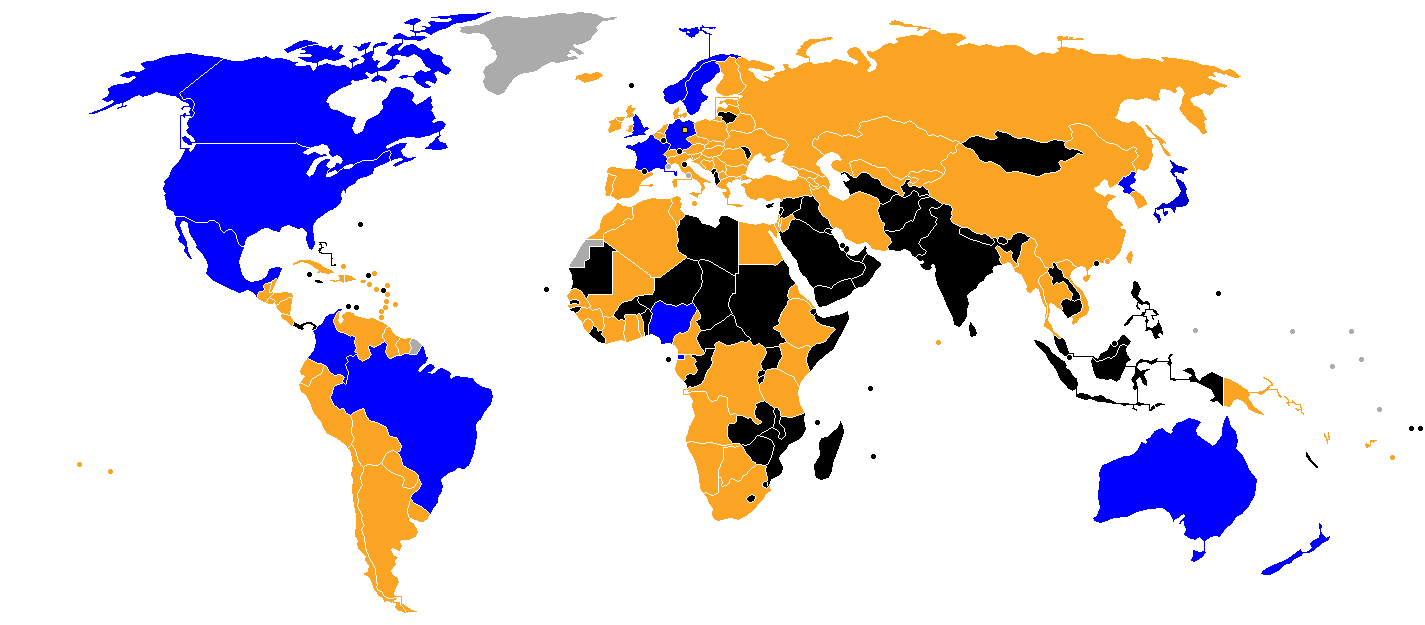

الفرق التالية التي تأهلت حتى الآن :
| المنتخب        | عدد المشاركات |
| -------------- | ------------- |
| ألمانيا        | 6             |
| أستراليا       | 5             |
| كوريا الشمالية | 4             |
| اليابان        | 6             |

|  | المنتخب تأهل كأس العالم.                                                       |
|  | لا يزال يلعب ليتأهل لكأس العالم.                                               |
|  | المنتحب لا يستطيع التأهل لكأس العالم، لكن لا تزال هناك مباريات له في التصفيات. |
|  | المنتخب خرج من تصفيات كأس العالم.                                              |
|  | لم يشارك في التصفيات.                                                          |
|  | اتحاد كونفدرالي لا تفاصيل في الوقت الراهن.                                     |
|  | البلد ليس عضو في الفيفا.                                                       |

## مجموعات التصفيات

### آسيا
كما هو الحال في كأس العالم للدورة السابقة، في كأس آسيا لكرة القدم للسيدات 2010 سيكون بمثابة التصفيات.
البطولة النهائية سوف تستضيفها جمهورية الصين الشعبية، والتي ستقام مبارياتها في تشنغدو.

### المتأهلين تلقائيآ
- الولايات المتحدة
- كندا
- المكسيك

### المتأهلين من التصفيات
- غواتيمالا (فائز تصفيات أمريكا الوسطى المجموعة الثانية)
- كوستاريكا (فائز تصفيات أمريكا الوسطى المجموعة الثانية)
- ترينيداد وتوباغو (فائز تصفيات الكاريبي المجموعة الخامسة)
- هايتي (فائز تصفيات الكاريبي المجموعة السادسة)
- TBD (فائز تصفيات الكاريبي الملحق)